# Scleranthus orientalis
Scleranthus orientalis är en nejlikväxtart som beskrevs av Rössler. Scleranthus orientalis ingår i släktet knavlar, och familjen nejlikväxter. Inga underarter finns listade i Catalogue of Life.